# リリアン・カルメジャーヌ
リリアン・カルメジャーヌ（Lilian Calmejane、1992年12月6日 - ）は、フランス出身の自転車競技（ロードレース）選手。現在は、UCIワールドチームであるAG2R・シトロエン・チームに所属。

## 経歴
2016年、ディレクト・エネルジーにてプロキャリアスタート。自身グランツール初出場となるブエルタ・ア・エスパーニャにて、逃げ切りによる独走で勝利を挙げた。
2017年、エトワール・ド・ベセージュで、第3ステージと総合でも勝利し、キャリア2度目の優勝を果たした。3月の初めには、パリ～ニースで山岳賞を獲得。その後、セッティマーナ・インテルナツィオナーレ・ディ・コッピ・エ・バルタリでも、第4ステージと総合優勝を果たした。春に開催されたシルキュイ・ド・ラ・サルトでも、ステージ優勝と総合優勝を果たし、好調な春を締めくくった。6月には、ツール・ド・フランスに初出場。第8ステージでは、ゴールまで5キロの地点で脚の痙攣に襲われながらも、17キロを単独で逃げ切り、ツール・ド・フランス初のステージ優勝を果たした。。
2018年、2月に行われたドローム・クラシックを制し、4月にはパリ〜カマンベールでも勝利を収めた。
2021年、AG2R・シトロエン・チームに移籍

## 主な戦績

### 2014年
- ロンド・ド・リザール　総合4位
  - 区間優勝（第2、3ステージ）

### 2015年
- ル・トリプティク・デ・モン・エ・シャトー　総合優勝、
  - 区間優勝（第2ステージ）
- ツール・ド・ブルターニュ　総合5位
  - 区間優勝（第3ステージ）
- ツール・アルザス　総合8位
  - 山岳賞

### 2016年
- ブエルタ・ア・エスパーニャ　区間優勝（第4ステージ）
- ツール・ド・ラ・プロヴァンス　総合3位
- ツール・メディテラネアン　総合8位
  - ヤングライダー賞
- ツール・デュ・フィニステール　8位
- ドローム・クラシック　10位

### 2017年
- セッティマーナ・インテルナツィオナーレ・ディ・コッピ・エ・バルタリ　総合優勝
  - ポイント賞
  - 区間優勝（第4ステージ）
- エトワール・ド・ベセージュ　総合優勝
  - 区間優勝（第3ステージ）
- シルキュイ・ド・ラ・サルト　総合優勝
  - 区間優勝（第3ステージ）
- ツール・ド・フランス
  - 区間優勝（第8ステージ）
  - 山岳賞ジャージ着用1日
  - 敢闘賞（第3、8ステージ）
- パリ～ニース　山岳賞
- グランプリ・シクリスト・ラ・マルセイエーズ　3位
- ツール・デュ・オー・ヴァル　総合5位
- ツール・デュ・リムザン　総合6位
- クラシック・スュド・アルデシュ　9位
- ブックル・ドゥ・ラ・マイエンヌ　総合10位
- ツール・ポワトゥー＝シャラント　総合10位

### 2018年
- パリ〜カマンベール　優勝
- ドローメ・クラシック　優勝
- クラシック・ドゥ・ラルデシュ　3位
- グランプリ・シクリスト・ラ・マルセイエーズ　3位
- ツール・ド・ラ・プロヴァンス　総合5位
- エトワール・ド・ベセージュ　総合6位
- ツール・デュ・リムザン　総合8位
- グラン・プレミオ・ミゲル・インドゥライン　8位
- ツール・ド・ラン　総合9位
- ツール・デュ・フィニステール　10位

### 2019年
- クラシック・ドゥ・ラルデシュ・ローヌ・クリュソル　優勝
- ツール・ド・ラ・プロヴァンス　山岳賞
- ツール・デュ・リムザン　総合2位
  - 　区間優勝（第1ステージ）
- アークティック・レース・オブ・ノルウェー　総合4位
- グランプリ・ド・ワロニー　5位
- トロ・ブロ・レオン　5位

### 2020年
- ルート・ドクシタニー　山岳賞
- エトワール・ド・ベセージュ　総合5位
- ドローム・クラシック　10位

### 2021年
- グランプリ・シクリスト・ラ・マルセイエーズ　8位